# Хадалох I (Ахалолфинги)
Хадалох I също Кадалох, Кадалаун (на немски: Chadaloh I, също Kadaloch, Kadolach, Cadolah, Cadolach, Chadolah, Chadalhoh, Chadolt, лат.: Cadalaus, † 31 октомври 819) от стария род на Ахалолфингите, е маркграф на Фриули от 817 до 819 г.

## Биография
Той е най-големият син на Бертхолд (или Перахтхолд II, Ператолт, Пертолт, † 10 август 804/813/815), граф в Баар, и на съпругата му Герсинда, дъщеря на Аскар († 17 ноември 790/797). По бащина линия той е внук на Хадалох (769/772), правнук на граф Халалолф (Алахолф) († пр. 776) и праправнук на граф Бертхолд (fl.: 724 г.). Той е племенник на Волфин, който след 806 г. е граф на Верона.
Хадалох I наследява баща си като граф на Баар в Алемания. Император Лудвиг Благочестиви го измества в Далмация и тогава получава Маркграфство Фриули.
Хадалох I прави заедно с брат си Ваго на 23 октомври 805 г. в Цел при Ридлинген собствености в Източен Баар на манастир Санкт Гален. През 817 г. той прави на манастира още дарения.
През 816 г. Хадалох I е императорски пратеник в Далмация, която от 806 г. временно е под франкско владение. След смъртта на лангобардеца Айо, Лудвиг Благочестиви го назначава за маркграф и префект на Марка Фриули, която при Карл Велики през 774 г. е превърната в гранична марка на Франкската империя, а от 776 г. е управлявана от назначени от императора маркграфове от франкски, алемански или бургундски произход. Хронистът Айнхард го нарича през 818 г. като Cadolaum comitem et marcæ Foroiuliensis præfectum и след смъртта му през 819 г., dux Foroiuliensis.
Хадалох I започва да се меси интензивно във вътрешните работи на Панония и Карантания, като ползва все по-брутални методи. През 818 г. славянския княз Людевит († 823) от Посавина е при Лудвиг Благочестиви. Понеже това е безуспешно, през 819 г. Людевит въстава с посавирите, в което се включват и части от карантаните и тимочаните. Хадалох предпиема през юли 819 г. безуспешен поход против Людевит, при който му помага княз Борна († 821) от Далмация и Либурния. Хадалох I умира на 31 октомври 819 г. от температура. Неговият последник като маркфграф на Фриули става Балдерих.

## Деца
Той е баща на:
- Бертхолд III († 29 юли сл. 826), граф в Източен Баар от 820 г.
- Хадалох II († сл. 31 юли 896), 890 – 894 г. граф в Аугстгау и Ааргау в днешна Швейцария, приближен на император Арнулф Каринтийски